# Episphaeria
Episphaeria är ett släkte av svampar. Enligt Catalogue of Life ingår Episphaeria i familjen Inocybaceae, ordningen Agaricales, klassen Agaricomycetes, divisionen basidiesvampar och riket svampar, men enligt Dyntaxa är tillhörigheten istället familjen Crepidotaceae, ordningen Agaricales, klassen Agaricomycetes, divisionen basidiesvampar och riket svampar.
|             | Phaeosolenia                              |
|             |                                           |
|             | Phaeomarasmius                            |
|             |                                           |
|             | Inocybe                                   |
|             |                                           |
|             | Flammulaster                              |
|             |                                           |
|             | Tubaria                                   |
|             |                                           |
|             | Crepidotus                                |
|             |                                           |
|             | Pleuroflammula                            |
|             |                                           |
|             | Astrosporina                              |
|             |                                           |
|             | Pleurotellus                              |
|             |                                           |
|             | Simocybe                                  |
|             |                                           |
|             | Auritella                                 |
|             |                                           |
|             | Phaeomyces                                |
|             |                                           |
|             | Pellidiscus                               |
|             |                                           |
| Episphaeria | \| \| Episphaeria fraxinicola \| \| \| \| |
|             | \| \| Episphaeria fraxinicola \| \| \| \| |
|             | Chromocyphella                            |
|             |                                           |
|             | Episphaeria fraxinicola                   |
|             |                                           |

|  | Episphaeria fraxinicola |
|  |                         |